# Steinerfließ
Das Steinerfließ ist ein rechter Zufluss der Nuthe in Brandenburg.

## Verlauf
Das Fließ entspringt im Glogau-Baruther Urstromtal auf der Gemarkung der Gemeinde Nuthe-Urstromtal und wird als Wassergraben klassifiziert. Zwischen den beiden Ortsteilen Jänickendorf im Westen und Holbeck im Osten liegt nördlich an der in West-Ost-Richtung verlaufenden Landstraße 73 das Forsthaus Holbeck-West. Dort verläuft nördlich des Gebäudes der rund 280 m lange Forstgraben. Er wird hinter einem Fahrweg bis zu seiner Mündung als Steinerfließ bezeichnet. Das Fließ verläuft rund 970 m weiter in nördlicher Richtung und dort westlich am Schlossberg vorbei. Dort zweigt er nach Westen ab; nördlich des Dorfzentrums von Jänickendorf fließen der Jänickendorfer Graben sowie der Riesengraben zu. An diesem Zufluss schwenkt das Fließ in Richtung Norden. Rund 260 m weiter nördlich fließt von Westen der  Jänickendorfer Schleusengraben zu. Das Fließ schwenkt nun in nordwestliche Richtung und unterquert bei Moldenhütten die Kreisstraße 7222. Dort wird er ausweislich einer touristischen Unterrichtungstafel an der Brücke als Eiserbach bezeichnet. Kurz zuvor entwässert ein namenloser Graben von Westen her in das Fließ. Hinter dem Wohnplatz verläuft das Fließ weiter in nordwestlicher Richtung. Es fließen der Lausegraben sowie der Alte Königsgraben zu; anschließend von Westen her mit dem Kienhorstgraben der einzige rechte Nebenfluss. Das Fließ erreicht das Dorfzentrum von Woltersdorf. Dort unterquert es die Kreisstraße 7216 und fließt nördlich dieser Straße in die Nuthe.